# Stefano Garzelli
Stefano Garzelli (Varese, 16 de juliol de 1973) és un exciclista italià, professional entre 1997 i 2013. Les seves victòries més destacades les aconseguí al Giro d'Itàlia, on guanyà la general del 2000, nou etapes i la Muntanya en dues ocasions.
Va iniciar la seva carrera esportiva com a gregari de Marco Pantani. L'any 2000, quan Pantani va perdre totes les opcions a guanyar el Giro, Garzelli va poder demostrar la seva vàlua, lluitant pel lideratge i guanyant la cursa rosa.
El 2002 es va veure implicat en un afer de dopatge quan donà positiu en un control per probenecida, un producte emmascarant, que li va valer una suspensió de nou mesos.

## Palmarès
- 1996
  - 1r al Piccolo Giro de Llombardia
- 1998
  - 1r a la Volta a Suïssa i vencedor de 2 etapes
- 1999
  - 1r al Gran Premi Miguel Indurain
  - Vencedor d'una etapa a la Volta a Euskadi
- 2000
  -  1r al Giro d'Itàlia i vencedor d'una etapa
  - Vencedor d'una etapa a la Volta a Suïssa
  - Vencedor d'una etapa a la Settimana Lombarda
  - 1r al Gran Premi Nobili Rubinetterie
- 2001
  - Vencedor d'una etapa a la Volta a Euskadi
- 2002
  - 1r al Gran Premi de la indústria i l'artesanat de Larciano
  - Vencedor de 2 etapes al Giro d'Itàlia
- 2003
  - Vencedor de 2 etapes al Giro d'Itàlia
  - Vencedor d'una etapa del Giro del Trentino
- 2004
  - 1r a la Volta a Aragó
  - Vencedor d'una etapa al Giro d'Itàlia
  - Vencedor d'una etapa al Tour de Romandia
- 2005
  - 1r a Tre Valli Varesine
- 2006
  - 1r a Rund um den Henninger Turm
  - 1r a Tre Valli Varesine
  - 1r al Trofeu Melinda
  - Vencedor d'una etapa a la Volta a Luxemburg
- 2007
  - Vencedor de 2 etapes al Giro d'Itàlia
  - Vencedor d'una etapa del Giro del Trentino
  - Vencedor d'una etapa a la Volta a Eslovènia
- 2008
  - 1r al Gran Premi de Valònia
  - Vencedor de 2 etapes al Giro del Trentino
  - Vencedor de 2 etapes a la Volta a Astúries
- 2009
  -  1r del Gran Premi de la Muntanya al Giro d'Itàlia
- 2010
  - 1r a la Tirrena-Adriàtica
  - Vencedor d'una etapa al Giro d'Itàlia
- 2011
  - 1r del Gran Premi de la Muntanya al Giro d'Itàlia

### Resultats al Giro d'Itàlia
- 1997. 9è de la classificació general
- 1998. 21è de la classificació general
- 1999. Abandona
- 2000.  1r de la classificació general. Vencedor d'una etapa. Porta la maglia rosa durant 2 etapes
- 2001. Abandona (14a etapa)
- 2002. Exclòs de la cursa (9a etapa). Vencedor de 2 etapes. Porta la maglia rosa durant 4 etapes
- 2003. 2n de la classificació general. Vencedor de 2 etapes. Porta la maglia rosa durant 3 etapes
- 2004. 6è de la classificació general. Vencedor d'una etapa
- 2005. Abandona (13a etapa)
- 2007. 16è de la classificació general. Vencedor de 2 etapes
- 2009. 6è de la classificació general.  1r del Gran Premi de la Muntanya
- 2010. Abandona (20a etapa). Vencedor d'una etapa
- 2011. 26è de la classificació general.  1r del Gran Premi de la Muntanya
- 2013. 108è de la classificació general

### Resultats al Tour de França
- 1999. 32è de la classificació general
- 2001. 14è de la classificació general
- 2003. Abandona (10a etapa)
- 2005. 32è de la classificació general
- 2006. 55è de la classificació general

### Resultats a la Volta a Espanya
- 2004. 11è de la classificació general